# Zeselberg
Zeselberg ist ein Ortsteil der Ortsgemeinde Weselberg im Landkreis Südwestpfalz in Rheinland-Pfalz.

## Lage
Zeselberg befindet sich im Norden des Gemeindegebiets auf der Sickinger Höhe. Es ist baulich mit dem Kernort Weselberg zusammengewachsen; entsprechend ist eine räumliche Trennung nicht mehr möglich.

## Geschichte
Bis 1798 gehörte Zeselberg zur Herrschaft Landstuhl der Sickinger. Von 1798 bis 1814, als die Pfalz Teil der Französischen Republik (bis 1804) und anschließend Teil des Napoleonischen Kaiserreichs war, war Zeselberg in den Kanton Waldfischbach eingegliedert. Während dieser Zeit war der Ort Sitz einer Mairie, zu der zusätzlich Harsberg, Hettenhausen und Weselberg gehörten. 1815 hatte der Ort 213 Einwohner. Anschließend wechselte der Ort in das Königreich Bayern. Von 1818 bis 1862 war der Ort Bestandteil des Landkommissariat Pirmasens, das anschließend in ein Bezirksamt umgewandelt wurde.
1928 hatte Zeselberg 399 Einwohner, die in 67 Wohngebäuden lebten. Ab 1939 war der Ort Bestandteil des Landkreises Pirmasens (heutiger Name: Landkreis Südwestpfalz). Nach dem Zweiten Weltkrieg wurde Zeselberg innerhalb der französischen Besatzungszone Teil des damals neu gebildeten Landes Rheinland-Pfalz. Im Zuge der ersten rheinland-pfälzischen Verwaltungsreform wurde der Ort am 7. Juni 1969 ins benachbarte Weselberg eingemeindet.

## Infrastruktur
Unmittelbar westlich des Siedlungsgebiets verläuft die Bundesautobahn 62. Einziges Kulturdenkmal vor Ort ist ein Kriegerdenkmal in der Zeisselstraße.

## Söhne und Töchter des Ortes
- Ludwig Müller (1892–1972), General der Infanterie im Zweiten Weltkrieg